# 용인청운초등학교
용인청운초등학교는 대한민국 경기도 용인시 수지구 죽전동에 있었던 초등학교이다. 2005년 3월에 개교했으나, 학생 수 예측 실패로 인하여 6개월만에 폐교되었다.

## 연혁
- 2005년 3월 1일 : 개교
- 2005년 8월 31일 : 폐교

## 폐교 이후
폐교 이후, 용인청운초등학교 자리에  현암고등학교가 개교하였다.

## 같이 보기
- 현암고등학교